# Kronprins Frederik (Schiff, 1981)
Die Kronprins Frederik ist ein Fährschiff der Reederei Scandlines.

## Geschichte
Die Kronprins Frederik wurde am 21. November 1979 als drittes Schiff der Intercityfähren in Nakskov auf Kiel gelegt und am 2. Juli 1980 zu Wasser gelassen. Sie trägt den Namen von Frederik X., dem ersten Sohn von Königin Margrethe II. Die Dänischen Staatsbahnen (DSB) übernahmen die Fähre am 2. April 1981 und setzten sie wie ihre Schwesterschiffe Dronning Ingrid und Prins Joachim auf der Linie Korsør–Nyborg im Großen Belt ein. Der Heimathafen war Korsør. Nach Schließung dieser Linie Ende Mai 1997 lag sie in Korsør und Nakskov auf.
Im November 1997 begann der Umbau zur Auto- und Passagierfähre bei ihrer Bauwerft. Ab dem 26. März 1998 kam sie auf der Scandlines-Linie Rostock–Gedser zum Einsatz. Am 11. Oktober 1998 lief sie bei Gedser auf Grund und konnte nach acht Stunden freigeschleppt werden. Am 4. Mai 1999 stürzte in der Hafenausfahrt von Rostock eine 29-jährige Dänin von Bord. Die Suche blieb erfolglos.
2004 erhielt das Schiff bei Blohm + Voss in Hamburg eine neue Hauptmaschine.
Im Februar 2017 endete ihr regelmäßiger Einsatz auf der Route Rostock–Gedser. Nach einem Umbau der Heckklappen in Swinemünde dient sie seit Ende März 2017 unter deutscher Flagge mit Heimathafen Rostock als Güterfähre für die Vogelfluglinie Puttgarden–Rødby, aber auch als Reservefähre für die Strecke Rostock–Gedser.

## Schwesterschiffe
- Dronning Ingrid (heute Africa Mercy)
- Prins Joachim (heute Morocco Star)

## Bilder

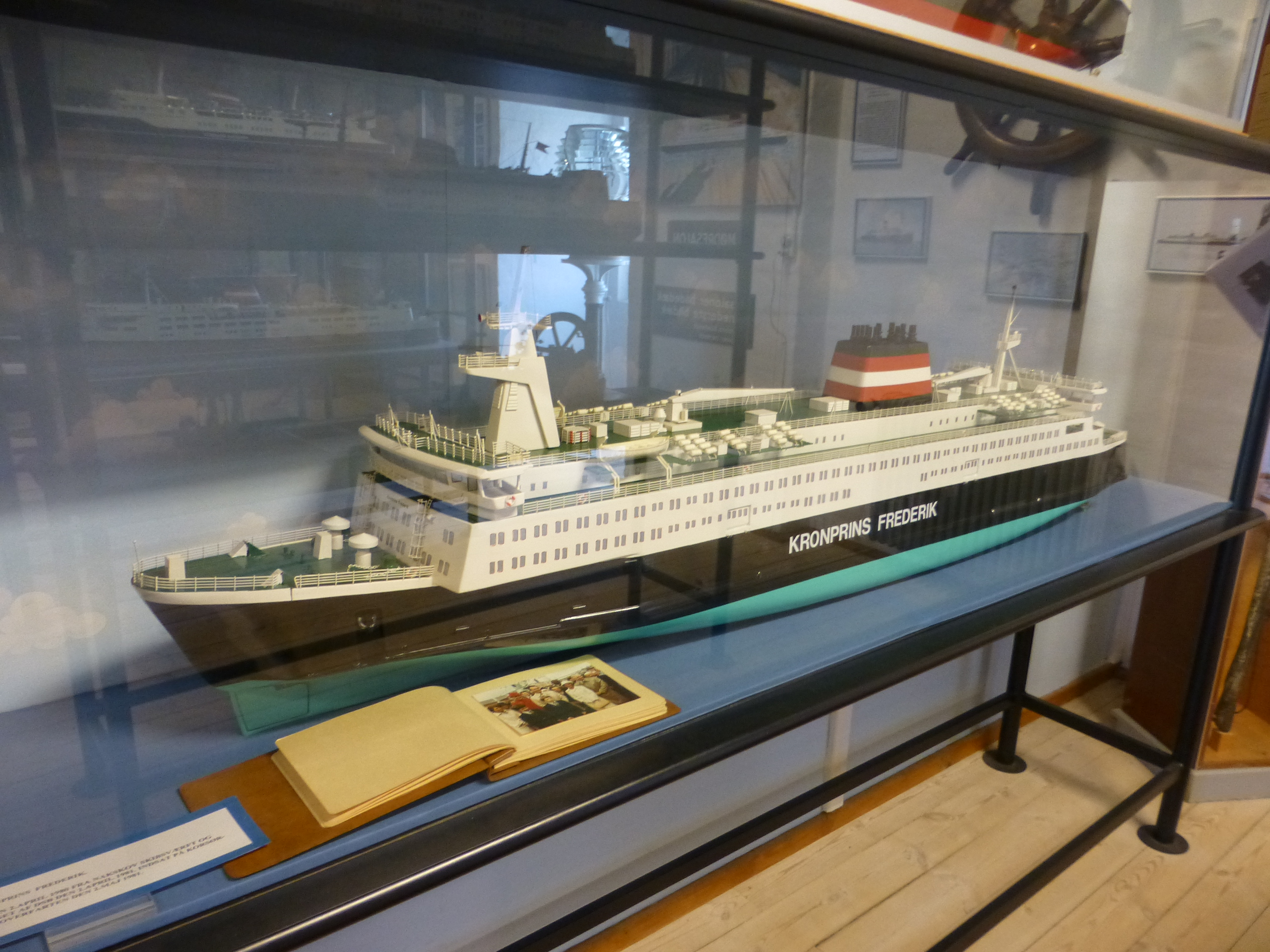
Schiffsmodell (1981)
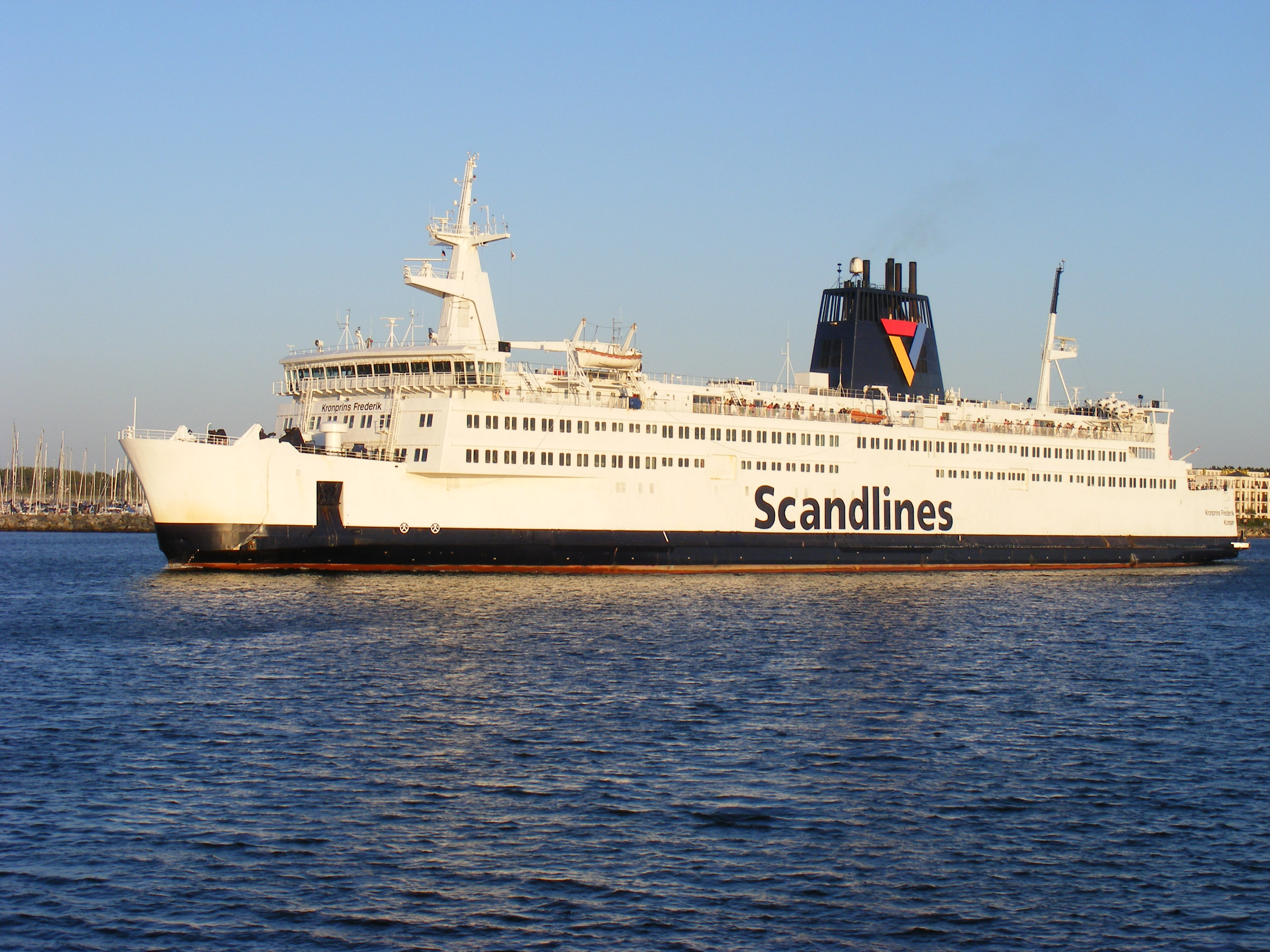
Auslaufend in Warnemünde (August 2009)
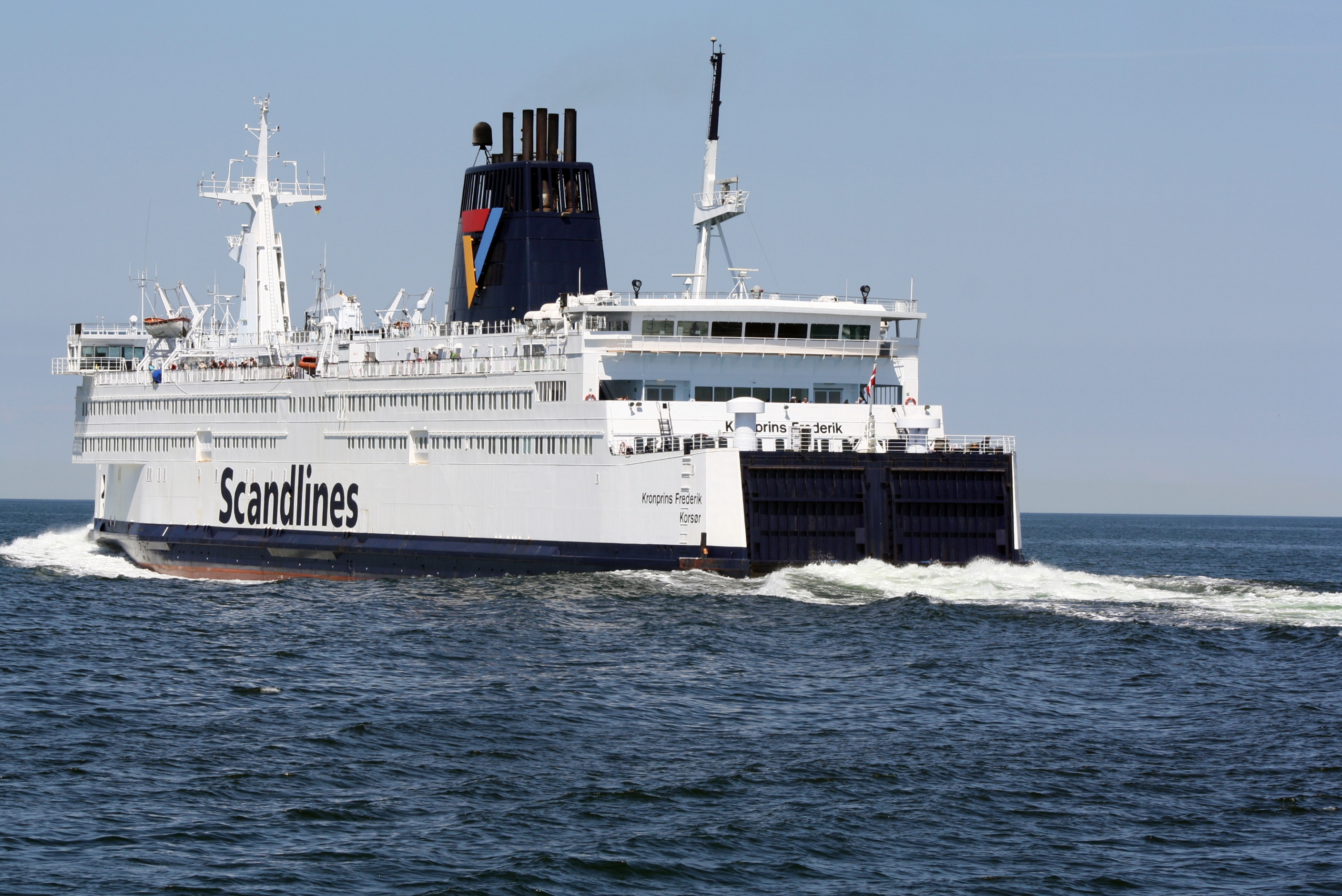
Auslaufend in Warnemünde (Juni 2013)
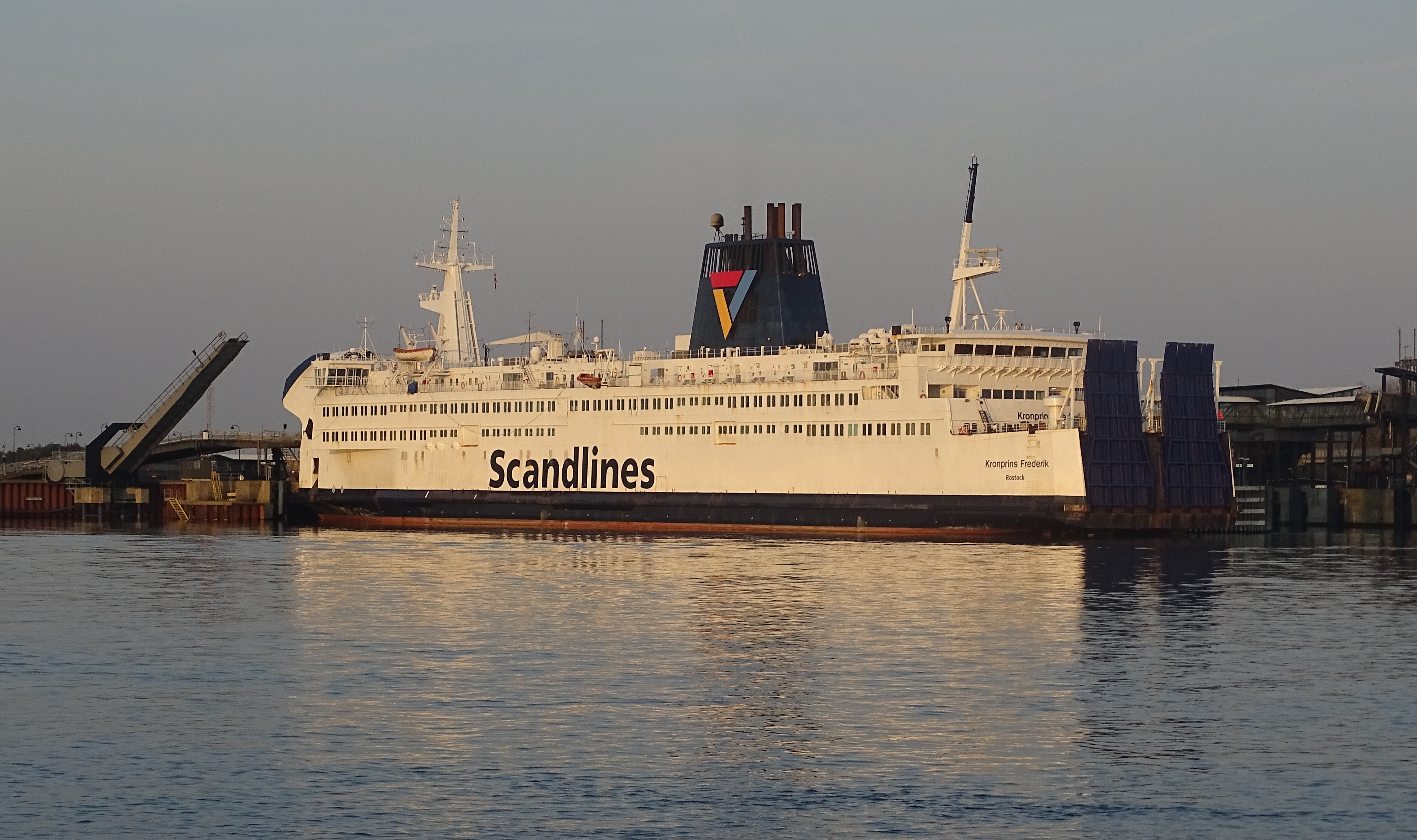
In Rødby (März 2017)